# Campocámara
Campocámara (también escrito Campo Cámara) es una localidad y pedanía española perteneciente al municipio de Cortes de Baza, en la provincia de Granada, comunidad autónoma de Andalucía. Está situada en la parte septentrional de la comarca bastetana. A cuatro kilómetros del límite con la provincia de Jaén, cerca de esta localidad se encuentran los núcleos de La Ermita, Pozo Alcón y La Teja.

## Historia
Tras la Reconquista por los Reyes Católicos los terrenos de Campocámara estuvieron en disputa entre Quesada y Cortes, formando parte definitivamente de esta última y a formar parte de las propiedades de la familia Enríquez en un principio, siendo su último propietario el duque de Abrahantes hasta que le fueron desposeídas en la Desamortización de Madoz. Por medio de subasta de dicha desamortización estas tierras y gran parte del municipio de Cortes de Baza pasaron a manos de Pío Fernández, oriundo de Albox, que fomentó el asentamiento en Campo Cámara de trabajadores procedentes del Valle del Almanzora.
Antes fue un gran bosque de pinares centenarios desaparecidos en la actualidad en un noventa por ciento; los que quedan son un recuerdo de un pasado de prosperidad forestal. Según el Diccionario Geográfico de Madoz, existió una pequeña mina de hierro.
La parte más antigua de Campocámara era el núcleo de La Ermita, que se conocía antes como la Ermita de Campocámara, ahí estaba la iglesia, tienda y escuela. En Campocámara no hubo iglesia hasta la década de 1950.[cita requerida]

## Demografía
Según el Instituto Nacional de Estadística de España, en el año 2024 Campocámara contaba con 515 habitantes censados.

### Evolución de la población
| Gráfica de evolución demográfica de Campocámara entre 2003 y 2013 |
|                                                                   |
| Datos según el nomenclátor publicado por el INE.                  |

## Festejos
Fiestas patronales en honor a San Roque (16 de agosto)
Fiesta local "Día de la cruz" (3 de mayo)

## Comunicaciones

### Carreteras
La única vía de comunicación que transcurre por la localidad es:
| Identificador | Denominación                                | Itinerario             |
| ------------- | ------------------------------------------- | ---------------------- |
| GR-9106       | De A-4200 a Límite con la provincia de Jaén | San Marcos - La Ermita |